# Élections fédérales australiennes de 2022 en Tasmanie
Les élections fédérales australiennes de 2022 en Tasmanie ont eu lieu le 21 mai 2022. Les cinq sièges de l'état à la Chambre des représentants et six des 12 sièges du Sénat étaient en élection.

## Résultats

### Chambre
| Parti                                    | Parti                  | Parti                  | Votes   | %     | Swing | Sièges | +/−    |  |
| ---------------------------------------- | ---------------------- | ---------------------- | ------- | ----- | ----- | ------ | ------ |  |
|                                          | Libéral                | Libéral                | 115 184 | 32,94 | +2,31 | 2      | Stable |  |
|                                          | Travailliste           | Travailliste           | 95 322  | 27,26 | −6,35 | 2      | Stable |  |
|                                          | Verts                  | Verts                  | 41 972  | 12,00 | +1,88 | 0      | Stable |  |
|                                          | Lambie                 | Lambie                 | 23 730  | 6,79  | +6,79 | 0      | Stable |  |
|                                          | Une nation             | Une nation             | 13 970  | 3,99  | +1,20 | 0      | Stable |  |
|                                          | UAP                    | UAP                    | 6 437   | 1,84  | −3,01 | 0      | Stable |  |
|                                          | Démocrates libéraux    | Démocrates libéraux    | 5 064   | 1,45  | +1,45 | 0      | Stable |  |
|                                          | AJP                    | AJP                    | 4 772   | 1,36  | +0,88 | 0      | Stable |  |
|                                          | Local                  | Local                  | 4 254   | 1,22  | +1,22 | 0      | Stable |  |
|                                          | Indépendants           | Indépendants           | 38 993  | 11,50 | −1,84 | 1      | Stable |  |
| Total                                    | Total                  | Total                  | 349 698 |       |       | 5      | Stable |  |
|                                          |                        |                        |         |       |       |        |        |  |
| Votes invalides/blancs                   | Votes invalides/blancs | Votes invalides/blancs | 21 734  | 5,85  | +1,46 | –      | –      |  |
| Participation                            | Participation          | Participation          | 371 432 | 92,43 | –1,91 | –      | –      |  |
| Électeurs inscrits                       | Électeurs inscrits     | Électeurs inscrits     | 401 852 | –     | –     | –      | –      |  |
| Préférence bipartite                     |                        |                        |         |       |       |        |        |  |
|                                          | Travailliste           | Travailliste           | 189 993 | 54,33 | −1,63 | –      | –      |  |
|                                          | Libéral                | Libéral                | 159 705 | 45,67 | +1,63 | –      | –      |  |
| Source: AEC pour les votes et les sièges |                        |                        |         |       |       |        |        |  |

#### Bass
| Parti                            | Parti                        | Candidat                     | Voix   | %     | ±     |
| -------------------------------- | ---------------------------- | ---------------------------- | ------ | ----- | ----- |
|                                  | Libéral                      | Bridget Archer (en)          | 27 257 | 39,73 | −2,60 |
|                                  | Travailliste                 | Ross Hart (en)               | 19 630 | 28,61 | −6,13 |
|                                  | Verts                        | Cecily Rosol                 | 7 614  | 11,10 | +0,62 |
|                                  | Lambie                       | Bob Salt                     | 4 587  | 6,69  | +6,69 |
|                                  | Indépendant                  | George Razay                 | 3 450  | 5,03  | +5,03 |
|                                  | Une nation                   | Melanie Davy                 | 3 230  | 4,71  | +4,71 |
|                                  | UAP                          | Kyle Squibb                  | 1 140  | 1,66  | −3,20 |
|                                  | AJP                          | Alison Baker                 | 969    | 1,41  | −1,02 |
|                                  | Démocrates libéraux          | Stephen Humble               | 732    | 1,07  | +1,07 |
| Total des suffrages exprimés     | Total des suffrages exprimés | Total des suffrages exprimés | 68 609 | 94,07 | −1,43 |
| Votes nuls                       | Votes nuls                   | Votes nuls                   | 4 324  | 5,93  | +1,43 |
| Participation                    | Participation                | Participation                | 72 933 | 91,95 | −2,09 |
| Résultat de préférence bipartite |                              |                              |        |       |       |
|                                  | Libéral                      | Bridget Archer (en)          | 35 288 | 51,43 | +1,02 |
|                                  | Travailliste                 | Ross Hart (en)               | 33 321 | 48,57 | −1,02 |
|                                  | Libéral retenir              | Libéral retenir              | Swing  | +1,02 |       |

#### Braddon
| Parti                            | Parti                        | Candidat                     | Voix   | %     | ±     |
| -------------------------------- | ---------------------------- | ---------------------------- | ------ | ----- | ----- |
|                                  | Libéral                      | Gavin Pearce (en)            | 31 142 | 44,11 | +6,22 |
|                                  | Travailliste                 | Chris Lynch                  | 15 886 | 22,50 | −9,56 |
|                                  | Lambie                       | Sophie Lehmann               | 6 966  | 9,87  | +9,87 |
|                                  | Indépendant                  | Craig Garland                | 5 538  | 7,84  | +7,84 |
|                                  | Verts                        | Darren Briggs                | 4 745  | 6,72  | +1,88 |
|                                  | Une nation                   | Ludo Mineur                  | 3 065  | 4,34  | −1,20 |
|                                  | UAP                          | Darren Bobbermien            | 1 000  | 1,42  | −2,26 |
|                                  | Démocrates libéraux          | Duncan White                 | 971    | 1,38  | +1,38 |
|                                  | Local                        | Scott Rankin (en)            | 719    | 1,02  | +1,02 |
|                                  | AJP                          | Keone Martin                 | 566    | 0,80  | +0,80 |
| Total des suffrages exprimés     | Total des suffrages exprimés | Total des suffrages exprimés | 70 598 | 92,76 | −2,33 |
| Votes nuls                       | Votes nuls                   | Votes nuls                   | 5 858  | 7,66  | +0,58 |
| Participation                    | Participation                | Participation                | 76 456 | 92,64 | −2,45 |
| Résultat de préférence bipartite |                              |                              |        |       |       |
|                                  | Libéral                      | Gavin Pearce (en)            | 40 968 | 58,03 | +4,94 |
|                                  | Travailliste                 | Chris Lynch                  | 29 630 | 41,97 | −4,94 |
|                                  | Libéral retenir              | Libéral retenir              | Swing  | +4,94 |       |

#### Clark
| Parti                                        | Parti                        | Candidat                     | Voix   | %     | ±     |
| -------------------------------------------- | ---------------------------- | ---------------------------- | ------ | ----- | ----- |
|                                              | Indépendant                  | Andrew Wilkie                | 30 005 | 45,54 | −4,51 |
|                                              | Travailliste                 | Simon Davis                  | 12 364 | 18,76 | −1,46 |
|                                              | Libéral                      | Will Coats                   | 10 441 | 15,85 | −1,52 |
|                                              | Verts                        | Janet Shelley                | 8 861  | 13,45 | +3,88 |
|                                              | Une nation                   | Michelle Cameron             | 1 715  | 2,60  | +2,60 |
|                                              | UAP                          | Sandra Galloway              | 941    | 1,43  | −1,36 |
|                                              | AJP                          | Casey Davies                 | 828    | 1,26  | +1,26 |
|                                              | Démocrates libéraux          | Ian Ramsden                  | 739    | 1,12  | +1,12 |
| Total des suffrages exprimés                 | Total des suffrages exprimés | Total des suffrages exprimés | 65 894 | 95,75 | −1,81 |
| Votes nuls                                   | Votes nuls                   | Votes nuls                   | 2 924  | 4,25  | +1,81 |
| Participation                                | Participation                | Participation                | 68 818 | 92,13 | −1,51 |
| Résultat de préférence bipartite (notionnel) |                              |                              |        |       |       |
|                                              | Travailliste                 | Simon Davis                  | 44 309 | 67,24 | +1,07 |
|                                              | Libéral                      | Will Coats                   | 21 585 | 32,76 | −1,07 |
| Résultat de préférence bicandidat            |                              |                              |        |       |       |
|                                              | Indépendant                  | Andrew Wilkie                | 46 668 | 70,82 | −1,30 |
|                                              | Travailliste                 | Simon Davis                  | 19 226 | 29,18 | +1,30 |
|                                              | Indépendant retenir          | Indépendant retenir          | Swing  | −1,30 |       |

#### Franklin
| Parti                            | Parti                        | Candidat                     | Voix   | %     | ±     |
| -------------------------------- | ---------------------------- | ---------------------------- | ------ | ----- | ----- |
|                                  | Travailliste                 | Julie Collins (en)           | 26 147 | 36,69 | −7,30 |
|                                  | Libéral                      | Kristy Johnson               | 19 048 | 26,73 | −4,54 |
|                                  | Verts                        | Jade Darko                   | 12 370 | 17,36 | +1,11 |
|                                  | Lambie                       | Chris Hannan                 | 4 215  | 5,92  | +5,92 |
|                                  | Local                        | Anna Bateman                 | 3 535  | 4,96  | +4,96 |
|                                  | Une nation                   | Steve Hindley                | 2 033  | 2,85  | +2,85 |
|                                  | Démocrates libéraux          | Duane Pitt                   | 1 434  | 2,01  | +2,01 |
|                                  | UAP                          | Lisa Matthews                | 1 380  | 1,94  | −4,76 |
|                                  | AJP                          | Katrina Love                 | 1 097  | 1,54  | +1,54 |
| Total des suffrages exprimés     | Total des suffrages exprimés | Total des suffrages exprimés | 71 259 | 95,07 | −1,78 |
| Votes nuls                       | Votes nuls                   | Votes nuls                   | 3 696  | 4,93  | +1,78 |
| Participation                    | Participation                | Participation                | 74 955 | 93,41 | −1,27 |
| Résultat de préférence bipartite |                              |                              |        |       |       |
|                                  | Travailliste                 | Julie Collins (en)           | 45 392 | 63,70 | +1,49 |
|                                  | Libéral                      | Kristy Johnson               | 25 867 | 36,30 | −1,49 |
|                                  | Travailliste retenir         | Travailliste retenir         | Swing  | +1,49 |       |

#### Lyons
| Parti                            | Parti                        | Candidat                     | Voix   | %     | ±      |
| -------------------------------- | ---------------------------- | ---------------------------- | ------ | ----- | ------ |
|                                  | Libéral                      | Susie Bower                  | 27 296 | 37,22 | +13,04 |
|                                  | Travailliste                 | Brian Mitchell (en)          | 21 295 | 29,04 | −7,42  |
|                                  | Verts                        | Liz Johnstone                | 8 382  | 11,43 | +1,98  |
|                                  | Lambie                       | Troy Pfitzner                | 7 962  | 10,86 | +10,86 |
|                                  | Une nation                   | Emma Goyne                   | 3 927  | 5,35  | −2,78  |
|                                  | Lambie                       | Jason Evans                  | 1 976  | 2,69  | −3,41  |
|                                  | AJP                          | Anna Gralton                 | 1 312  | 1,79  | +1,79  |
|                                  | Démocrates libéraux          | Rhys Griffiths               | 1 188  | 1,62  | +1,62  |
| Total des suffrages exprimés     | Total des suffrages exprimés | Total des suffrages exprimés | 73 338 | 93,70 | −1,73  |
| Votes nuls                       | Votes nuls                   | Votes nuls                   | 4 932  | 6,30  | +1,73  |
| Participation                    | Participation                | Participation                | 78 270 | 91,90 | −2,28  |
| Résultat de préférence bipartite |                              |                              |        |       |        |
|                                  | Travailliste                 | Brian Mitchell (en)          | 37 341 | 50,92 | −4,26  |
|                                  | Libéral                      | Susie Bower                  | 35 997 | 49,08 | +4,26  |
|                                  | Travailliste retenir         | Travailliste retenir         | Swing  | −4,26 |        |

### Sénat
| Parti                        | Parti                        | Candidat | Voix    | %     | ±     |
| ---------------------------- | ---------------------------- | --- | ------- | ----- | ----- |
| Quota                        | Quota                        | Quota | 51 579  |       |       |
|                              | Libéral                      | 1. Jonathon Duniam (en) (élu 1) 2. Wendy Askew (en) (élu 5) 3. Eric Abetz (en)                                                     | 115 594 | 32,02 | +0,56 |
|                              | Travailliste                 | 1. Anne Urquhart (en) (élu 2) 2. Helen Polley (en) (élu 4) 3. Kate Rainbird 4. Daniel Hulme (en) 5. Wayne Roberts 6. Chris Gourlay | 97 614  | 27,04 | –3,55 |
|                              | Verts                        | 1. Peter Whish-Wilson (en) (élu 3) 2. Vanessa Bleyer 3. Tabatha Badger                                                             | 55 899  | 15,48 | +2,91 |
|                              | Lambie                       | 1. Tammy Tyrrell (en) (élu 6) 2. Sarah Groat 3. Tom Lambie                                                                         | 31 203  | 8,64  | –0,28 |
|                              | Une nation                   | 1. Steve Mav 2. Norelle Button | 14 013  | 3,88  | +0,43 |
|                              | Légaliser le cannabis        | 1. Matt Owen 2. Oliver Fitzgibbon                                                                                                  | 10 942  | 3,03  | +1,85 |
|                              | Démocrates libéraux          | 1. Topher Field 2. Chris Croft | 6 913   | 1,91  | +1,23 |
|                              | SFF                          | 1. Ray Williams 2. Carlo Di Falco 3. Brenton Jones                                                                                 | 6 844   | 1,90  | +0,16 |
|                              | UAP                          | 1. Diana Adams 2. Alan Hennessy | 5 862   | 1,62  | –1,02 |
|                              | Local                        | 1. Leanne Minshull 2. Linda Poulton 3. Lara Van Raay                                                                               | 5 216   | 1,44  | +1,44 |
|                              | AJP                          | 1. Ivan Davis 2. Virginia Thomas-Wurth                                                                                             | 4 938   | 1,37  | +0,09 |
|                              | Australie durable            | 1. Todd Dudley 2. Daria Lockwood                                                                                                   | 3 457   | 0,96  | +0,45 |
|                              | IMOP                         | 1. Lynne Kershaw 2. Matthew Pickering                                                                                              | 1 099   | 0,30  | +0,30 |
|                              | Fédération                   | 1. Ray Broomhall 2. Justin Stringer                                                                                                | 623     | 0,17  | +0,17 |
|                              | Non-groupé                   | Steve Crothers Fenella Edwards | 831     | 0,23  | –1,99 |
| Total des suffrages exprimés | Total des suffrages exprimés | Total des suffrages exprimés | 361 048 | 96,80 | +0,44 |
| Votes nuls                   | Votes nuls                   | Votes nuls | 11 925  | 3,20  | −0,44 |
| Participation                | Participation                | Participation | 372 973 | 92,81 | –1,87 |
|                              | Libéral retenir              | Libéral retenir | Swing   | +0,56 |       |
|                              | Travailliste retenir         | Travailliste retenir | Swing   | –3,55 |       |
|                              | Verts retenir                | Verts retenir | Swing   | +2,91 |       |
|                              | Travailliste retenir         | Travailliste retenir | Swing   | –3,55 |       |
|                              | Libéral retenir              | Libéral retenir | Swing   | +0,56 |       |
|                              | Lambie vainqueur sur Libéral | Lambie vainqueur sur Libéral | Swing   | –0,28 |       |